# 부산중학교
부산중학교(釜山中學校)는 대한민국 부산광역시 동구 초량동에 있는 공립 중학교이다.

## 학교 연혁
- 1945년 10월 10일 : 부산공립중학교로 개교
- 1951년 8월 31일 : 교육법 개정에 따라 부산고등학교와 분리, 부산동중학교로 설립인가(24학급)
- 1951년 9월 1일 : 중,고교 분리 시책에 따라 부산동중학교로 교명 변경
- 1953년 3월 1일 : 부산중학교로 교명 변경
- 1963년 10월 22일 : 신축교사 18교실 준공(3차 총 51교실 완공)
- 1970년 3월 1일 : 초량중학교로 교명 변경
- 1972년 11월 20일 : 체육관 완공
- 1992년 3월 1일 : 부산중학교로 교명 변경
- 2013년 2월 4일 : 교과교실제 교실(7실) 구축
- 2014년 10월 31일 : 다목적강당(다누리관) 개관
- 2023년 3월 1일 : 제30대 송미경 교장 취임
- 2025년 2월 7일 : 제78회 졸업식(4학급 94명, 졸업생 누계 35,451명)
- 2025년 3월 4일 : 제81회 입학식(입학생 130명)

## 참고 자료
- 부산중학교 - 한국교육학술정보원 학교알리미